# Big Arm
Big Arm (ktunaxa: k̓upawi¢q̓nuknana salish: ɫqʷqʷʔeʔ,) és una concentració de població designada pel cens dels Estats Units a l'estat de Montana. Segons el cens del 2000 tenia 131 habitants.

## Demografia
Segons el cens del 2000, Big Arm tenia 131 habitants, 56 habitatges, i 39 famílies. La densitat de població era de 9,3 habitants per km².
Dels 56 habitatges en un 23,2% hi vivien nens de menys de 18 anys, en un 53,6% hi vivien parelles casades, en un 8,9% dones solteres, i en un 28,6% no eren unitats familiars. En el 21,4% dels habitatges hi vivien persones soles el 7,1% de les quals corresponia a persones de 65 anys o més que vivien soles. El nombre mitjà de persones vivint en cada habitatge era de 2,34 i el nombre mitjà de persones que vivien en cada família era de 2,6.
Per edats la població es repartia de la següent manera: un 19,8% tenia menys de 18 anys, un 9,2% entre 18 i 24, un 18,3% entre 25 i 44, un 29,8% de 45 a 60 i un 22,9% 65 anys o més.
L'edat mediana era de 47 anys. Per cada 100 dones de 18 o més anys hi havia 110 homes.
La renda mediana per habitatge era de 29.000 $ i la renda mediana per família de 38.750 $. Els homes tenien una renda mediana de 16.750 $ mentre que les dones 21.875 $. La renda per capita de la població era de 16.620 $. Cap de les famílies i el 8% de la població estaven per davall del llindar de pobresa.

## Poblacions més properes
El següent diagrama mostra les poblacions més properes.